# Оразгалієв Бауиржан Амангельдович
Бауиржан Амангельдович Оразгалієв (каз. Бауыржан Амангелдыұлы Оразғалиев; нар. 28 лютого 1985, Алматинська область) — казахський борець вільного стилю, бронзовий призер чемпіонату Азії, володар Кубку Азії, учасник двох Олімпійських ігор.

## Життєпис
Боротьбою почав займатися з 1993 року. У 2005 році став бронзовим призером чемпіонату світу серед юніорів.
Виступав за борцівський клуб «Шарилкасен» Актобе. Тренер — Кусман Саванаєв (з 1996).

## Спортивні результати на міжнародних змаганнях

### Виступи на Олімпіадах
| Змагання                    | Збірна    | Вагова категорія          | Місце |
| --------------------------- | --------- | ------------------------- | ----- |
| Літні Олімпійські ігри 2004 | Казахстан | вільна боротьба, до 55 кг | 19    |
| Літні Олімпійські ігри 2008 | Казахстан | вільна боротьба, до 60 кг | 11    |

### Виступи на Чемпіонатах світу
| Змагання                        | Збірна    | Вагова категорія          | Місце |
| ------------------------------- | --------- | ------------------------- | ----- |
| Чемпіонат світу з боротьби 2003 | Казахстан | вільна боротьба, до 55 кг | 9     |
| Чемпіонат світу з боротьби 2005 | Казахстан | вільна боротьба, до 60 кг | 12    |

### Виступи на Чемпіонатах Азії
| Змагання                       | Збірна    | Вагова категорія          | Місце  |
| ------------------------------ | --------- | ------------------------- | ------ |
| Чемпіонат Азії з боротьби 2003 | Казахстан | вільна боротьба, до 55 кг | 4      |
| Чемпіонат Азії з боротьби 2005 | Казахстан | вільна боротьба, до 60 кг | 7      |
| Чемпіонат Азії з боротьби 2006 | Казахстан | вільна боротьба, до 60 кг | Бронза |
| Чемпіонат Азії з боротьби 2008 | Казахстан | вільна боротьба, до 60 кг | 7      |

### Виступи на Азійських іграх
| Змагання           | Збірна    | Вагова категорія          | Місце |
| ------------------ | --------- | ------------------------- | ----- |
| Азійські ігри 2006 | Казахстан | вільна боротьба, до 60 кг | 5     |

### Виступи на Кубках Азії
| Змагання                   | Збірна    | Вагова категорія          | Місце  |
| -------------------------- | --------- | ------------------------- | ------ |
| Кубок Азії з боротьби 2003 | Казахстан | вільна боротьба, до 55 кг | Золото |

### Виступи на інших змаганнях
| Змагання                                    | Збірна    | Вагова категорія          | Місце  |
| ------------------------------------------- | --------- | ------------------------- | ------ |
| Турнір Дана Колова — Николи Петрова 2007    | Казахстан | вільна боротьба, до 60 кг | Срібло |
| Міжнародний турнір Дінмухамеда Кунаєва 2014 | Казахстан | вільна боротьба, до 61 кг | 12     |

### Виступи на змаганнях молодших вікових груп
| Змагання                                      | Збірна    | Вагова категорія          | Місце  |
| --------------------------------------------- | --------- | ------------------------- | ------ |
| Чемпіонат світу з боротьби серед юніорів 2005 | Казахстан | вільна боротьба, до 60 кг | Бронза |